# Barbro Lindgren
Barbro Lindgren (ur. 18 marca 1937 w Brommie) – szwedzka pisarka, autorka literatury dziecięcej, laureatka Nagrody im. Astrid Lindgren. Jest również autorką książek dla młodzieży i dorosłych, scenariuszy i wierszy.
Jej pierwsza książka dla dzieci ukazała się w 1965. Od tego czasu opublikowała ponad 100 książek, przetłumaczonych na 30 języków. Ma wykształcenie artystyczne, sama ilustruje część swoich książek.
W Polsce jej książki w tłumaczeniu Katarzyny Skalskiej publikuje Wydawnictwo Zakamarki.

## Nagrody i wyróżnienia
W 2014 jako pierwsza szwedzka pisarka otrzymała Nagrodę im. Astrid Lindgren.

## Publikacje
- 1965 – Mattias sommar
- 1967 – Hej hej Mattias
- 1967 – Genom ventilerna
- 1966 – Mera om Mattias
- 1968 – I Västan Grind
- 1969 – Loranga, Masarin och Dartanjang, self-illustrated
- 1970 – Felipe
- 1970 – Loranga. Loranga
- 1970 – Nu har Kalle fått en lillasyster
- 1971 – Goda’ Goda'
- 1971 – Nu är vi gorillor låssas vi
- 1971 – Jättehemligt
- 1972 – Världshemligt
- 1972 – Alban
- 1972 – Eldvin
- 1973 – Bladen brinner (English: Pages on Fire), sequel to Jättehemligt
- 1974 – Gröngölingen är på väg
- 1975 – Molnens bröder
- 1975 – Barbros pjäser för barn och andra
- 1976 – Rapport från marken
- 1976 – Lilla sparvel
- 1976 – Vad tycker du?
- 1977 – Stora sparvel
- 1978 – Garderobsbio
- 1978 – Hemliga lådans hemligheter
- 1978 – Kom ner från trädet
- 1978 – Världens längsta korv
- 1978 – Var är mina byxor
- 1978 – Jag har en tam myra
- 1979 – Bara Sparvel
- 1979 – Det riktiga havet
- 1979 – Sagan om den lilla farbrorn (wyd. polskie 2021, Opowiastka o staruszku i psie, il. Eva Eriksson, Wydawnictwo Zakamarki, ISBN 978-83-7776-209-7)
- 1980 – Nils Pantaloni Penell
- 1980 – Mamman och den vilda bebin
- 1981 – Max nalle (wyd. polskie 2007, Miś Maksa[4], Wydawnictwo Zakamarki)
- 1981 – Max bil (wyd. polskie 2008, Auto Maksa, Wydawnictwo Zakamarki)
- 1981 – Max kaka (wyd. polskie 2007, Ciastko Maksa, Wydawnictwo Zakamarki)
- 1982 – Pompe badar i en å
- 1982 – Pompe går i skogen
- 1983 – Pompe tar en promenad
- 1984 – Prinsessan på ärten
- 1984 – Den fula ankungen
- 1983 – OBS! Viktigt
- 1982 – En liten cyklist
- 1982 – Max lampa (wyd. polskie 2008, Lampa Maksa, Wydawnictwo Zakamarki)
- 1982 – Max balja (wyd. polskie 2007, Miska Maksa, Wydawnictwo Zakamarki)
- 1982 – Max boll (wyd. polskie 2008, Piłka Maksa, Wydawnictwo Zakamarki)
- 1982 – Den vilda bebiresan
- 1985 – Sakta, sakta ... men ändå framåt
- 1987 – Vems lilla mössa flyger?
- 1987 – Pellerell
- 1986 – Vitkind
- 1985 – Sagan om Karlknut
- 1986 – Max potta
- 1986 – Max dockvagn
- 1985 – Hunden med rocken
- 1985 – Vilda bebin får en hund
- 1988 – Nu är du mitt barn
- 1989 – Sunkan flyger, współautor: Olof Landström
- 1988 – Hemligheter
- 1990 – Den vilda bebiresan
- 1990 – Korken flyger
- 1990 – Stackars Allan
- 1991 – Titta Max grav!
- 1991 – Pojken och stjärnan, z Anną-Clarą Tidholm
- 1992 – Bra Börje
- 1992 – Boken om Sparvel
- 1992 – Restaurangen är stängd
- 1992 – Stora syster, Lille bror
- 1993 – Jag säger bara Elitchoklad
- 1993 – Puss puss sant sant
- 1994 – Max blöja (wyd. polskie 2008, Pieluszka Maksa, Wydawnictwo Zakamarki)
- 1994 – Max napp (wyd. polskie 2008, Smoczek Maksa, Wydawnictwo Zakamarki)
- 1994 – Här är det lilla huset
- 1995 – Svempa vill ha många nappar
- 1995 – Lilla lokomotivet Rosa
- 1995 – Kungsholmen ros
- 1996 – Rosa flyttar till stan
- 1997 – Rosa på bal
- 1997 – Nu är vi gorillor låssas vi
- 1998 – Per och Pompe
- 1997 – Nu är vi jobbarkaniner
- 1997 – Andrejs längtan
- 1997 – Mössan och korken flyger
- 1998 – Nämen Benny (wyd. polskie 2014, Ależ, Bolusiu!, il. Olof Landström, Wydawnictwo Zakamarki)
- 1999 – Prinsessan Rosa
- 1999 – Rosa på dagis
- 2000 – Vi leker att du är en humla
- 2001 – Jamen Benny (wyd. polskie 2014, Ładnie, Bolusiu!, il. Olof Landström, Wydawnictwo Zakamarki)
- 2004 – Boken om Benny
- 2006 – Vad lever man för
- 2007 – Nöff nöff Benny (wyd. polskie 2015, Chrum, chrum, Bolusiu!, il. Olof Landström, Wydawnictwo Zakamarki)
- 2009 – Om sorgen och den lilla glädjen
- 2011 – Ingenting hände, två gånger
- 2013 – Ett nollsummespel
- 2015 – Nu är du en höna (wyd. polskie 2019, Teraz będziesz kurą, il. Charlotte Ramel, Wydawnictwo Zakamarki)
- 2016 – Om fällor och flockdjur
- 2017 – Knuttes hus  (wyd. polskie 2022, Dom Knuta, il. Emma Adbåge, Wydawnictwo Zakamarki, ISBN 978-83-7776-217-2)